# Prometeo liberato (Shelley)
Il Prometeo liberato è un dramma lirico in versi di Percy Bysshe Shelley, ispirato all'omonima tragedia (perduta) di Eschilo.
In origine il dramma era in tre atti; qualche mese dopo la sua redazione, Shelley vi aggiunse il quarto atto, celebrativo della vittoria di Prometeo.

## Trama
Racconta la liberazione dalle catene di Prometeo ma, diversamente dalla tragedia di Eschilo, non è concluso dalla riconciliazione tra Giove e Prometeo. Al contrario, è solo nel momento in cui Giove viene detronizzato che Prometeo ritrova la sua libertà. Una scelta drammaturgica che riflette una visione tipicamente romantica, in cui la ribellione contro il tiranno può sfociare solo nel suo rovesciamento. 

Condannato a essere incatenato a una roccia del Caucaso, dove un avvoltoio, dopo aver baciato le labbra di Giove, gli divora continuamente il cuore, che nella notte  ricresce (nella versione eschilea del mito si trattava di un'aquila, sacra a Zeus, che gli divorava il fegato), Prometeo (simbolo dell'Umanità) sopporta i suoi tormenti con la speranza che cesseranno allorché Giove (simbolo del Male) sarà cacciato dalle forze del Bene, come predetto da una profezia. La detronizzazione di Giove potrebbe essere evitata solo dallo stesso Prometeo, nel caso in cui rivelasse tale segreto, di cui è l'unico ad essere a conoscenza. Ma Prometeo riesce a mantenere il segreto, nonostante le torture e le lusinghe di Giove. Finalmente Giove sarà detronizzato da Demogorgone (simbolo dell'Eternità, e figlia di Giove e di Teti), e Prometeo sarà liberato da Ercole (simbolo della Forza). Prometeo sposerà Asia (simbolo della Natura), una delle Oceanine, e darà così inizio al regno del Bene e dell'Amore sulla Terra.

## Edizioni italiane
- Il prometeo liberato, traduzione di Mario Rapisardi, Palermo, Gius. Pedone Lauriel editore, 1892.
- Prometeo slegato, traduzione di Giuliano Bonazzi, Sassari-Cagliari, Giuseppe Dessì editore, 1901.
- Prometeo liberato, versione col testo a fronte, introduzione e commento a cura di Raffaello Piccoli, Firenze, Sansoni, 1946.
- Prometeo slegato, traduzione di Cesare Pavese, A cura di Mark Pietralunga, Collezione di poesia n.260, Torino, Einaudi, 1997. [versione redatta nel 1925]